# 第18回カンヌ国際映画祭
第18回カンヌ国際映画祭（だい18かいカンヌこくさいえいがさい）は、1965年5月12日から28日にかけて開催された。

## 受賞結果
- グランプリ：『ナック』（リチャード・レスター）
- 審査員特別賞：『怪談』（小林正樹）
- 監督賞：リヴィウ・チューレイ （『絞首刑の森』）
- 男優賞：テレンス・スタンプ（『コレクター』）
- 女優賞：サマンサ・エッガー （『コレクター』）
- 脚本賞：レイ・リグビー（『丘』）、ピエール・シャンデルフェール（『317小隊』）

## 審査員

### コンペティション部門
- 審査委員長 
  - オリヴィア・デ・ハヴィランド （アメリカ/女優）
- 審査員
  - アラン・ロブ＝グリエ (フランス/監督)
  - イエジー・トエプリッツ (ポーランド/監督)
  - フランソワ・レシャンバック (フランス/監督)
  - レックス・ハリソン (アメリカ/俳優)
  - ゴッフレード・ロンバルド (アメリカ/プロデューサー)
  - エドモン・トゥヌージ (フランス/プロデューサー)
  - アンドレ・モーロワ (フランス/作家)
  - コンスタンチン・ミハーイロビチ・シモーノフ (ソ連/作家)
  - マックス・オーブ (メキシコ/作家)
  - ミシェル・オブリアン (フランス/ジャーナリスト)

## 上映作品

### コンペティション部門
アルファベット順。邦題ない場合は原題の下に英題。
| 題名 原題                                                                             | 監督                              | 製作国                              |
| ------------------------------------------------------------------------------------- | --------------------------------- | ----------------------------------- |
| 愛し合うものたちよ Älskande par                                                       | マイ・セッタリング                | スウェーデン                        |
| Az Életbe Táncoltatott Leány                                                          | タマーシュ・バノヴィッチ          | ハンガリー                          |
| Clay                                                                                  | ジョルジオ・マンジャメレ          | オーストラリア                      |
| ハラーム（禁忌） El haram                                                             | ヘンリー・バラカット              | エジプト                            |
| El Juego de la Oca (Snakes and Ladders)                                               | マヌエル・サマーズ                | スペイン                            |
| El Reñidero                                                                           | レネ・ムジカ                      | アルゼンチン                        |
| フィフィ大空をゆく Fifi la plume                                                      | アルベール・ラモリス              | フランス                            |
| Горещо пладне (Torrid Noon)                                                           | Zako Heskia                       | ブルガリア                          |
| 真実の瞬間 Il momento della verità                                                    | フランチェスコ・ロージ            | スペイン イタリア                   |
| 怪談                                                                                  | 小林正樹                          | 日本                                |
| 317小隊 La 317ème section                                                             | ピエール・シェンデルフェール      | フランス                            |
| 太陽が目にしみる Los Pianos mecánicos                                                 | フアン・アントニオ・バルデム      | スペイン イタリア フランス 西ドイツ |
| Mitt hem är Copacabana (My Home Is Copacabana)                                        | アーン・サックスドルフ            | スウェーデン                        |
| 夜の遊び Noite Vazia                                                                  | ウォルター・ヒューゴ・コーリ      | ブラジル                            |
| 大通りの店 Obchod na korze                                                            | エルマール・クロス ヤン・カダール | チェコスロバキア                    |
| 絞首刑の森 Padurea spânzuratilor                                                      | リヴィウ・チューレイ              | ルーマニア                          |
| Pierwszy Dzien Wolnosci (The First Day of Freedom)                                    | アレクサンデル・フォルト          | ポーランド                          |
| Prodosia (Treason)                                                                    | コスタス・マヌサキス              | ギリシャ                            |
| Tarahumara (Cada vez más lejos) (Always Further On)                                   | ルイス・アルコリサ                | メキシコ                            |
| コレクター The Collector                                                              | ウィリアム・ワイラー              | アメリカ合衆国                      |
| 丘 The Hill                                                                           | シドニー・ルメット                | アメリカ合衆国                      |
| 国際諜報局 The Ipcress File                                                           | シドニー・J・フューリー           | イギリス                            |
| ナック The Knack ...and How to Get It                                                 | リチャード・レスター              | イギリス                            |
| ヨーヨー Yoyo                                                                         | ピエール・エテックス              | フランス                            |
| 鬼戦車T-34 Жаворонок                                                                  | ニキータ・クリヒン                | ソビエト連邦                        |
| Жили-были старик со старухой Zhili-byli Starik So Starukhoy (There Was an Old Couple) | グレゴーリ・チュフライ            | ソビエト連邦                        |

### 特別招待作品
- 危険な道 - オットー・プレミンジャー（アメリカ）
- ケネディ大統領 稲妻の二年十ヶ月 - ブルース・ハージェンゾーン（アメリカ）
- 東京オリンピック - 市川崑（日本）
- メリー・ポピンズ - ロバート・スティーヴンソン（アメリカ）